# Belagerung von Lille (1667)

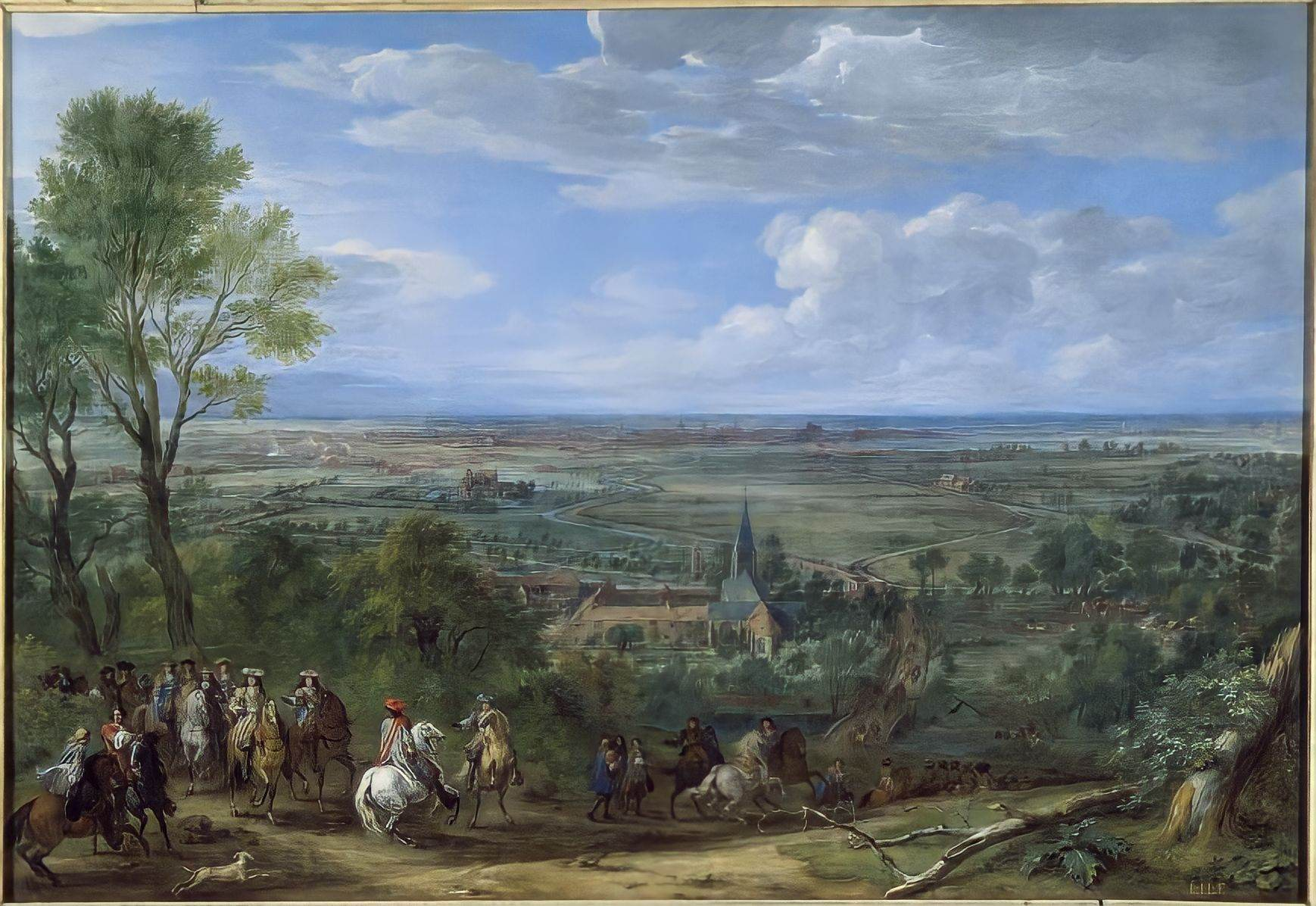
Die Ankunft Ludwigs XIV. bei der Belagerung von Lille, Gemälde von Adam Frans van der Meulen, um 1680, Schloss Versailles

Die Belagerung von Lille fand vom 18. August bis zum 27. August 1667 während des Devolutionskriegs statt. Die Stadt wurde von den Truppen Ludwigs XIV. belagert und erobert. Diese Belagerung war das größte Unternehmen des gesamten Feldzuges.

## Vorgeschichte
Als Philipp IV. von Spanien 1665 starb, nahm Ludwig XIV. seine Heirat mit Maria Teresa von Spanien (1638–1683), der Tochter aus der ersten Ehe des spanischen Königs, zum Vorwand, um die Spanischen Niederlande und einen Teil der Freigrafschaft Burgund im Namen des alten brabantischen Brauchs, des Devolutionsrechts, zu beanspruchen, demzufolge Kinder aus der ersten Ehe, auch Töchter, Vorrang vor Kindern aus der zweiten Ehe haben. Die Drohung einer unmittelbar bevorstehenden Invasion der Spanischen Niederlande durch seine Truppen schien keinen Zweifel mehr zuzulassen. In nur wenigen Tagen wurden mehr als 50.000 Mann an der Grenze zwischen Mézières und dem Ärmelkanal zusammengezogen. Der gleichzeitige Angriff an mehreren Fronten sollte den zahlenmäßig unterlegenen Feind daran hindern, sich auf eine Kolonne zu konzentrieren.
Damit begann der Konflikt mit Spanien, der als Devolutionskrieg bekannt ist. Nach der Einnahme von Charleroi, Tournai und Douai belagerten die französischen Truppen die Stadt Lille, die zu dieser Zeit Teil der Grafschaft Flandern war, die unter spanischer Herrschaft stand.

## Die Belagerung
In Vorbereitung auf die Belagerung ließ der Gouverneur Philippe Spinola Graf von Bruay in einigen Vororten, insbesondere im Vorort Saint-Maurice, Häuser abreißen, die die Verteidiger hätten behindern können. Ab dem 22. Mai arbeiteten Geistliche und Bürger an der Verstärkung der Stadtmauern.
Die französische Kavallerie traf am 8. August vor Lille ein und das Hauptquartier wurde am 10. August in Loos errichtet.
Ludwig XIV. führte eine Armee von 35.000 Mann an, die einer Stadt gegenüberstand, die von einer Garnison aus 2400 Infanteristen und 900 Reitern unter Mitwirkung der bürgerlichen Kompanien verteidigt wurde.
Ludwig XIV. verlegte seinen Sitz von Loos nach Fives. Am 11. August wurden Circumvallations- und Contravallationslinien errichtet. Vom 18. auf den 19. August wurde ein Graben in Richtung der Porte de Fives ausgehoben und ein zweiter parallel dazu in Richtung der Noble Tour und der Porte Saint-Sauveur (ehemaliges vermauertes Tor am Ende der Rue Saint-Sauveur), wobei letzteres mit dem ersten Graben in Verbindung stand.
Nach mehreren vergeblichen Versuchen eroberten die Franzosen am 26. die Demi-lunes, die die Porte de Fives schützten, und richteten dort Batterien ein. Das nächstgelegene Viertel Saint-Sauveur wurde bombardiert und die Bewohner mussten ihre Häuser verlassen. Die Schäden hielten sich jedoch in Grenzen, da der Magistrat den Gouverneur Graf de Bruay zur Kapitulation aufforderte, um die Plünderung der Stadt zu verhindern. Als er begriff, dass der Widerstand aussichtslos war, stimmte er am 27. Verhandlungen zu.
Diese schnelle Kapitulation wurde jedoch von einem Teil des Volkes missbilligt, der den Widerstand gerne verlängert hätte.
Die königlichen Truppen marschierten durch die Porte de Fives ein (diese wird später geschlossen und von Vauban durch ein neues Tor, die Porte de Tournai, ersetzt). Ludwig XIV. hielt am 28. August 1667 einen triumphalen Einzug durch die Porte des Malades, die spätere Porte de Paris, und begab sich in die Stiftskirche Saint-Pierre, um an einem Te Deum teilzunehmen.

## Nachwirkungen
In der Kapitulationsurkunde, die angeblich auf dem Bauernhof in Fives, wo er sich aufhielt, unterzeichnet wurde, erklärte sich Ludwig XIV. bereit, die Privilegien und Gewohnheiten der Bürgerschaft der Stadt beizubehalten und nur den Kult der römischen Religion zuzulassen, und das zu einem Zeitpunkt, als die Ausübung des Kults der reformierten Religion im Königreich durch das Edikt von Nantes erlaubt war.
Lille blieb bis zur Belagerung von 1708 unter französischer Herrschaft und kehrte durch den Vertrag von Utrecht 1713 an Frankreich zurück.
In der Zwischenzeit waren von Vauban große Bauarbeiten unternommen worden.
- Verbesserung der Befestigungsanlagen: Bau des Fort Saint-Sauveur, der Zitadelle und eines Damms, um im Südwesten der Stadt ein Überschwemmungsgebiet zu schaffen, das die Stadt im Falle einer Belagerung schützen sollte;
- Erweiterung der Stadt innerhalb der nach Nordwesten erweiterten Stadtmauer mit Schaffung neuer Stadtviertel, der Pfarreien Saint-André und Sainte-Madeleine, Erweiterung der Pfarrei Sainte-Catherine bis zur Façade de l‘Esplanade, Einfügung des Quai de Wault innerhalb der neuen Stadtmauer, alles zusammen im heutigen Stadtteil Vieux-Lille enthalten.

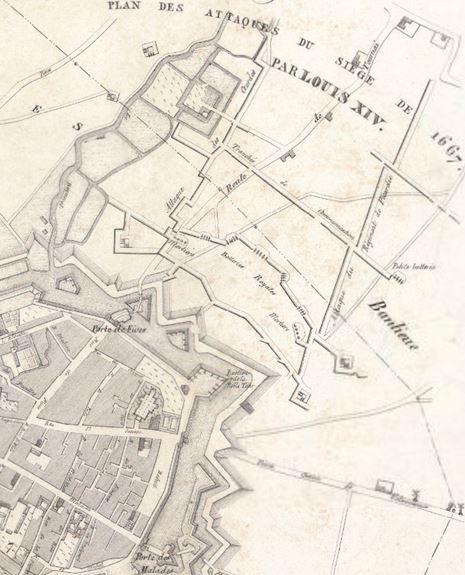
Karte der Angriffe
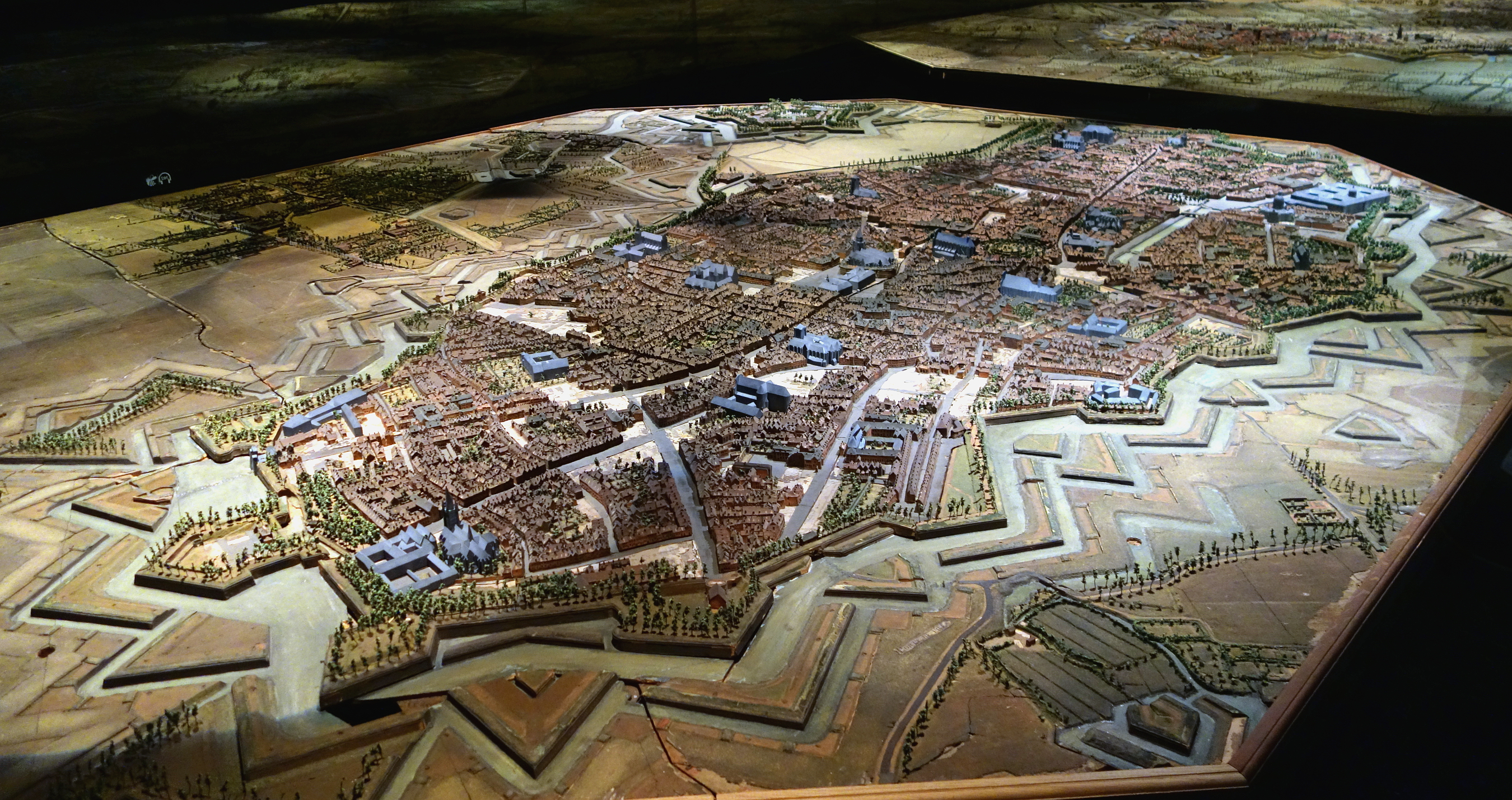
Ansicht von Seiten der Porte de Fives auf das Relief von Lille